# Pasqual Ferry
Pasqual Ferry (creditado também como Paschalis, Pascual ou Pascal Ferry) é um desenhista espanhol, conhecido por seu trabalho em histórias em quadrinhos como Heroes for Hire (1997), Action Comics (2000) e Adam Strange (2004).  
Entre os diversos trabalhos da carreira de Ferry estão Plasmer (1993), 2099: World of Tomorrow (1996) and Warlock (1999).
Em 2005, Ferry foi um dos artistas escolhidos por Grant Morrison para trabalhar no projeto Seven Soldiers of Victory. Ferry seria o responsável pela minissérie centrada no personagem Mister Miracle, mas acabou desenhando apenas a primeira edição, sendo substituído por outros desenhistas.
Após essa experiência, Ferry começou a trabalhar para a Marvel Comics, começando, em 2006, um arco para o título Ultimate Fantastic Four ao lado do escritor Mike Carey. Desde então, desenhou diversos títulos para editora, em especial para o selo Ultimate Marvel.